# 波拿巴翻越阿爾卑斯山
《波拿巴翻越阿爾卑斯山》（Bonaparte Crossing the Alps）是法國藝術家保羅·德拉羅什（Paul Delaroche）於1848年至1850年創作的一幅油畫.。這幅畫描繪了拿破崙·波拿巴騎著騾子帶領他的軍隊穿越阿爾卑斯山。拿破崙和他的軍隊在1800年春天進行的一次遠征，試圖奇襲佔據義大利的奧地利軍隊。這幅畫有多個版本：現藏於羅浮宮朗斯分館和英國利物浦沃克美術館。維多利亞女王擁有一個縮小版本油畫。
這個作品的靈感來自雅克·路易·大衛的《跨越阿爾卑斯山聖伯納隘道的拿破崙》（1801-1805年）的五幅系列畫作，描繪了拿破崙平靜地騎著一匹精力旺盛的馬（非一頭騾子）穿越聖伯納隘道的壯麗景象。